# 5273 Пейлішен
5273 Пейлішен (5273 Peilisheng) — астероїд головного поясу, відкритий 16 лютого 1982 року.
Тіссеранів параметр щодо Юпітера — 3,572.